# Celine Lundbye
Celine Lundbye Kristiansen (født 24. maj 1996 i Hellerup) er en dansk håndboldspiller, som spiller højre back for København Håndbold og Danmarks kvindehåndboldlandshold, som hun fik debut for ved Golden League 2019.
Hun blev udtaget til landstræner Klavs Bruun Jørgensens bruttotrup til VM 2019 i Japan, men var ikke blandt de 16 udvalgte.
Hun er søster til håndboldspilleren Nicolas Lundbye Kristiansen, som også spiller højre back.
Hun var topscorer for Aarhus United, i begge hendes sæsoner i klubben, med henholdsvis 142 mål i sæsonen 2018-19 og 108 for 2019-20-sæsonen.

## Meritter
- U17 EM:
  - Bronze: 2013

- U18 VM:
  - Bronze: 2014
- U19 EM:
  - Guld: 2015
- U20 VM:
  - Guld: 2016